# Nguyễn Chí Phi
Nguyễn Chí Phi (2 tháng 11 năm 1954 - 17 tháng 3 năm 2020) là một Thiếu tướng Công an nhân dân Việt Nam. Ông từng giữ chức vụ Ủy viên Ban Thường vụ Tỉnh ủy, Giám đốc Công an tỉnh Tiền Giang, Thủ trưởng Cơ quan Cảnh sát điều tra Công an tỉnh Tiền Giang.

## Thân thế sự nghiệp
- Đồng chí Thiếu tướng Nguyễn Chí Phi (tên khai sinh Nguyễn Văn Khương) sinh ra tại xã Mỹ Phước Tây, huyện Cai Lậy, tỉnh Tiền Giang.
- Tham gia hoạt động cách mạng ngày 23 tháng 3 năm 1975.
- Vào Đảng Cộng sản Việt Nam ngày 3 tháng 7 năm 1979.
- Tháng 3-1975 - 7-1975: Nhân viên Ban Tuyên huấn TP. Mỹ Tho.
- Tháng 8-1975 - 3-1976: Chiến sĩ Đại đội 1, An ninh vũ trang tỉnh Mỹ Tho.
- Tháng 4-1976 - 7-1977: Hạ sĩ, Chiến sĩ Lái xe Phòng Cảnh sát Bảo vệ Công an tỉnh Tiền Giang.
- Tháng 8-1977 - 11-1981: Trung sĩ, Thượng sĩ, Trợ lý, Tổ phó nghiên cứu tổng hợp Phòng Cảnh sát Bảo vệ Công an tỉnh Tiền Giang.
- Tháng 12-1981 - 2-1984: Chuẩn úy, Tổ trưởng nghiên cứu Tổng hợp Phòng Tham mưu Cảnh sát Công an tỉnh Tiền Giang.
- Tháng 3-1984 - 4-1987: Thiếu úy, Phó Trưởng phòng Tham mưu Cảnh sát Công an tỉnh Tiền Giang.
- Tháng 5-1987 - 4-1989: Thượng úy, Phó Trưởng phòng, Trưởng phòng Cảnh sát Quản lý Hành chính về trật tự xã hội Công an tình Tiền Giang, Đảng ủy viên Đảng bộ cơ sở Phòng Cảnh sát Quản lý Hành chính về trật tự xã hội.
- Tháng 5-1989 - 3-1993: Đại úy, Đảng ủy viên, Trưởng phòng Tham mưu tổng hợp Công an tỉnh Tiền Giang.
- Tháng 4-1993 - 1-1998: Thiếu tá, Trung tá, Ủy viên Ban Thường vụ Huyện ủy, Trưởng Công an huyện Chợ Gạo, tỉnh Tiền Giang.
- Tháng 2-1998 - 4-1999: Trung tá, Trưởng phòng Cảnh sát phòng chống tội phạm về ma túy Công an tỉnh Tiền Giang.
- Tháng 5-1999 - 8-2001: Trung tá, Ủy viên Ban Thường vụ Đảng ủy, Phó Giám đốc Công an tỉnh Tiền Giang. Thủ trưởng Cơ quan Cảnh sát điều tra.
- Tháng 9-2001 - 11-2005: Thượng tá, Ủy viên Ban Thường vụ Đảng ủy, Phó Giám đốc Công an tỉnh Tiền Giang. Thủ trưởng Cơ quan Cảnh sát điều tra.
- Tháng 12-2005 - 7-2010: Đại tá, Ủy viên Ban Thường vụ Tỉnh ủy, Bí thư Đảng ủy, Giám đốc Công an tỉnh Tiền Giang. Ủy viên Ủy ban nhân dân tỉnh Tiền Giang.
- Tháng 8-2010 - 4-2013: Thiếu tướng, Ủy viên Ban Thường vụ Tỉnh ủy, Bí thư Đảng ủy, Giám đốc Công an tỉnh Tiền Giang, Ủy viên Ủy ban nhân dân tỉnh Tiền Giang.
- Tháng 5-2013: Nghỉ hưởng chế độ hưu trí.

## Danh hiệu
- Huy hiệu 30 năm tuổi Đảng;
- Huy hiệu 40 năm tuổi Đảng;
- Huân chương Chiến công hạng Nhất, hạng Nhì;
- Huy chương Vì thế hệ trẻ;
- Huy chương Vì sự nghiệp tổ chức công đoàn;
- Huy chương Vì sự nghiệp giáo dục;
- Huân chương Bảo vệ Tổ quốc hạng Nhì[2]